# 125
125 (CXXV, na numeração romana) foi um ano comum do século II do Calendário Juliano, da Era de Cristo,  e a sua letra dominical foi A, (52 semanas), teve início a um domingo e terminou também a um domingo.
| Ano completo                    |
| ------------------------------- |
| Ano comum com início ao domingo |

## Eventos
- Reconstrução do Panteão (Roma) pelo imperador Adriano.
- Início da 3ª fase de construção da Villa Adriana.

## Nascimentos
- Lúcio Apuleio (Apuleio) - escritor latino (Madaura, actual Argélia).
- Shundi - Imperador chinês da dinastia Han Oriental.
- Luciano de Samósata - escritor romano nascido na actual Síria.

## Mortes
- Plutarco de Queroneia - filósofo e prosador grego do período greco-romano.
- Andi - Imperador chinês da dinastia dinastia Han Oriental.